# Gene Force
Gene Force (New Madison, Ohio, 15 juni 1916 - Brooklyn, Michigan, 21 augustus 1983) was een Amerikaans Formule 1-coureur. Hij reed 2 races; de Indianapolis 500 van 1951 en 1960.